# 陈颂清
陈颂清（1965年10月—），男，汉族，浙江诸暨人，中华人民共和国新闻工作者，现任中华全国新闻工作者协会副主席，《解放日报》社党委书记、社长。

## 生平
1988年从复旦大学毕业后进入浙江日报社工作，历任记者、驻杭州记者站站长；1994年调入人民日报社华东分社（2007年改为上海分社），历任记者、编辑、主编、副主任、主任、采访部主任。2008年，任上海市新闻出版局副局长。2010年8月，任中共上海市委宣传部秘书长。2011年3月，任解放日报报业集团党委副书记、副社长；解放日报党委副书记、总编辑。2013年10月上海报业集团成立后，解放日报社恢复建制，改任解放日报社党委副书记、总编辑。2021年，任解放日报社党委书记、社长。2024年10月，不再兼任解放日报社总编辑职务。